# شیر تو شیر (فیلم ۱۳۵۱)
شیر تو شیر فیلمی به کارگردانی منصور پورمند و نویسندگی احمد بهبهانی و منصور پورمند محصول سال ۱۳۵۱ است.

## خلاصه داستان
کبری (فخری خوروش)، که پس از دوبار ازدواج ناکام به خانهٔ برادرش بازگشته، به عقد رجبعلی صفری (پرویز کاردان) درمی آید. کبری همان شب اول ازدواج رجبعلی را از خانه می‌راند و رجبعلی به شهر دیگری می‌گریزد و در مؤسسه ای مشغول کار می‌شود. همسر (نادره) رئیس مؤسسه (علی محزون) دختر خواهرش میترا (فرشته جنابی) را به عقد رجبعلی درمی‌آورد. ازدواج رجبعلی با میترا، که از شوهر سابقش دو بچه دارد، دیری نمی‌پاید. رجبعلی به خانه ای کرایه ای نقل مکان می‌کند که در آن دختری به نام زلیخا با برادرش داش احمد (یدالله شیراندامی)، که جاهل محل است، زندگی می‌کنند. رجبعلی با زلیخا که قبلاً شوهر دیگری داشته‌است پای سفرهٔ عقد می‌نشیند. وقتی زن‌های رجبعلی از وجود هم با خبر می‌شوند به جان رجبعلی می‌افتند. او در حال فرار وارد خانه ای می‌شود که دختری دم بخت دارد، و با وارد شدن رجبعلی برادرش را خبر می‌کند که برای دخترش خواستگار آمده‌است.

## بازیگران
- پرویز کاردان
- فخری خوروش
- فرشته جنابی
- الهه الهی
- حمیده خیرآبادی
- مظفر سلطانی
- روح‌الله مفیدی
- علی محزون
- نعمت‌الله گرجی
- یدالله شیراندامی